# Ньюри
Нью́ри (англ. Newry, ирл. Iúr Cinn Trá ) — четвёртый по величине город (city) в Северной Ирландии и восьмой на острове Ирландия. Находится в 60 километрах от Белфаста и в 108 километрах от Дублина. Через город протекает река Кланрай. Город был основан в 1144 году рядом с цистерцианским монастырём и является одним из старейших в Северной Ирландии. По данным на 2001 год в городе проживает 27430 человек. Статус города был придан Ньюри в 2002 году в честь празднования золотого юбилея царствования королевы Елизаветы II.
Является побратимом города Кировск Мурманской области Российской Федерации.

## Известные жители
- В Ньюри родился 7 января 1977 года известный режиссёр-мультипликатор Томм Мур.